# Gaëlle Valcke
Gaëlle Valcke (Ukkel, 20 februari 1986) is een Belgisch hockeyspeelster. 

## Levensloop
Ze speelt voor Royal Wellington THC als middenvelder. Met de Belgische vrouwenhockeyploeg plaatste ze zich voor de Olympische Zomerspelen van 2012. 
Valcke is studente politieke wetenschappen aan de Université libre de Bruxelles.